# Саутгемптон (округ, Вірджинія)
36°46′15″ пн. ш. 77°09′38″ зх. д. / 36.770833333333° пн. ш. 77.160555555556° зх. д.
Округ  Саутгемптон (англ. Southampton County) — округ (графство) у штаті  Вірджинія, США. Ідентифікатор округу 51175.

## Історія
Округ утворений 1749 року.

## Демографія
За даними перепису 2000 року загальне населення округу становило 17482 осіб, зокрема міського населення було 325, а сільського — 17157. Серед мешканців округу чоловіків було 9226, а жінок — 8256. В окрузі було 6279 домогосподарств, 4505 родин, які мешкали в 7058 будинках. Середній розмір родини становив 3,02.
Віковий розподіл населення поданий у таблиці:
| Стать    | До 15 років | 15-21 | 22-29 | 30-39 | 40-49 | 50-65 | 65-85 | Понад 85 |
| -------- | ----------- | ----- | ----- | ----- | ----- | ----- | ----- | -------- |
| Чоловіки | 1695        | 959   | 1051  | 1403  | 1448  | 1611  | 993   | 66       |
| Жінки    | 1551        | 654   | 606   | 1242  | 1307  | 1464  | 1251  | 181      |

## Суміжні округи
- Саррі — північ
- Айл-оф-Вайт — північний схід
- Франклін — схід
- Саффолк — південний схід
- Гертфорд, Північна Кароліна — південь
- Нортгемптон, Північна Кароліна — південний захід
- Грінсвілл — захід
- Сассекс — північний захід

## Виноски
1. ↑  U.S. Decennial Census. United States Census Bureau. Процитовано 5 січня 2014.
2. ↑  Historical Census Browser. University of Virginia Library. Архів оригіналу за 11 серпня 2012. Процитовано 5 січня 2014.
3. ↑  Population of Counties by Decennial Census: 1900 to 1990. United States Census Bureau. Процитовано 5 січня 2014.
4. ↑  Census 2000 PHC-T-4. Ranking Tables for Counties: 1990 and 2000 (PDF). United States Census Bureau. Процитовано 5 січня 2014.
5. ↑  State & County QuickFacts. United States Census Bureau. Архів оригіналу за 9 лютого 2016. Процитовано 5 січня 2014. [Архівовано 2016-02-09 у Wayback Machine.](англ.) Наведено за англійською вікіпедією.
6. ↑  American FactFinder. Бюро перепису населення США. Архів оригіналу за 26 лютого 2012. Процитовано 31 січня 2008. [Архівовано 2008-05-21 у Wayback Machine.]

| США | Це незавершена стаття з географії США. Ви можете допомогти проєкту, виправивши або дописавши її. |